# Niżankowice (stacja kolejowa)
Niżankowice (ukr: Станція Нижанковичі) – stacja kolejowa w Niżankowicach, w obwodzie lwowskim, na Ukrainie. Jest częścią Kolei Lwowskiej. Znajduje się na linii Malhowice – Chyrów, 12 km na południe od Przemyśla.

## Historia
Stacja Niżankowice została zbudowana w 1872 roku w ramach Pierwszej Węgiersko-Galicyjskiej Kolei Żelaznej, co doprowadziło do połączenia Chyrowa z Przemyślem i dalej przez Łupków na Węgry. Stacja zbudowana została 2,5 km od centrum miejscowości, na północnych obrzeżach. Budynek dworca nie został zniszczony w wyniku działań wojennych. Dziś jego fasada została odnowiona, budynki stacji zachowały się w dobrym stanie.
Wcześniej władze sowieckie za pośrednictwem stacji Niżankowice uruchamiały wiele pociągów pasażerskich i handlowych. Jest to stacja graniczna, gdyż granica polsko-ukraińska biegnie kilkaset metrów od stacji. Obecnie uruchomiane są pociągi podmiejskie z Sambora.

## Linie kolejowe
- Malhowice – Chyrów

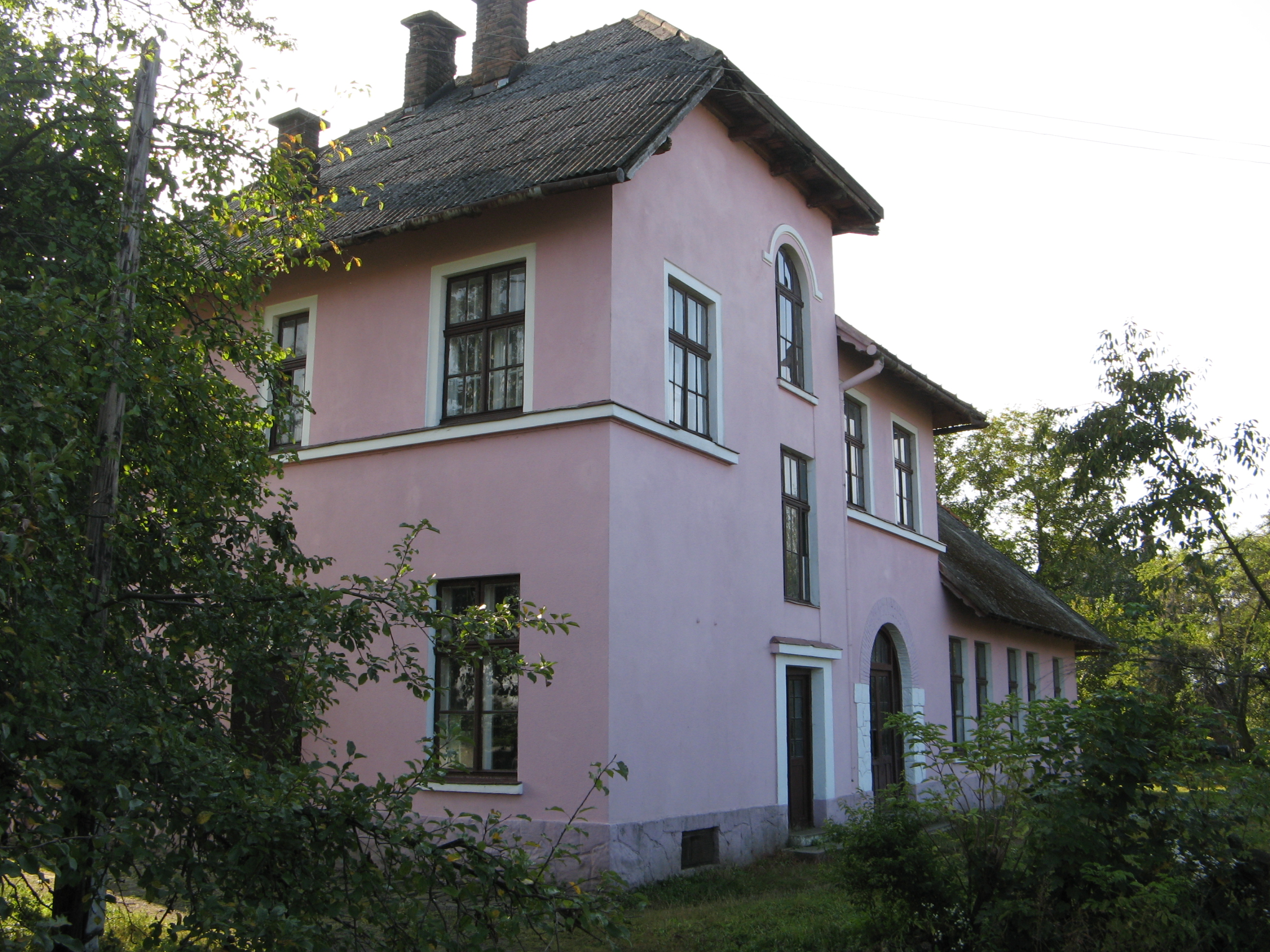
Budynek stacji w Niżankowicach
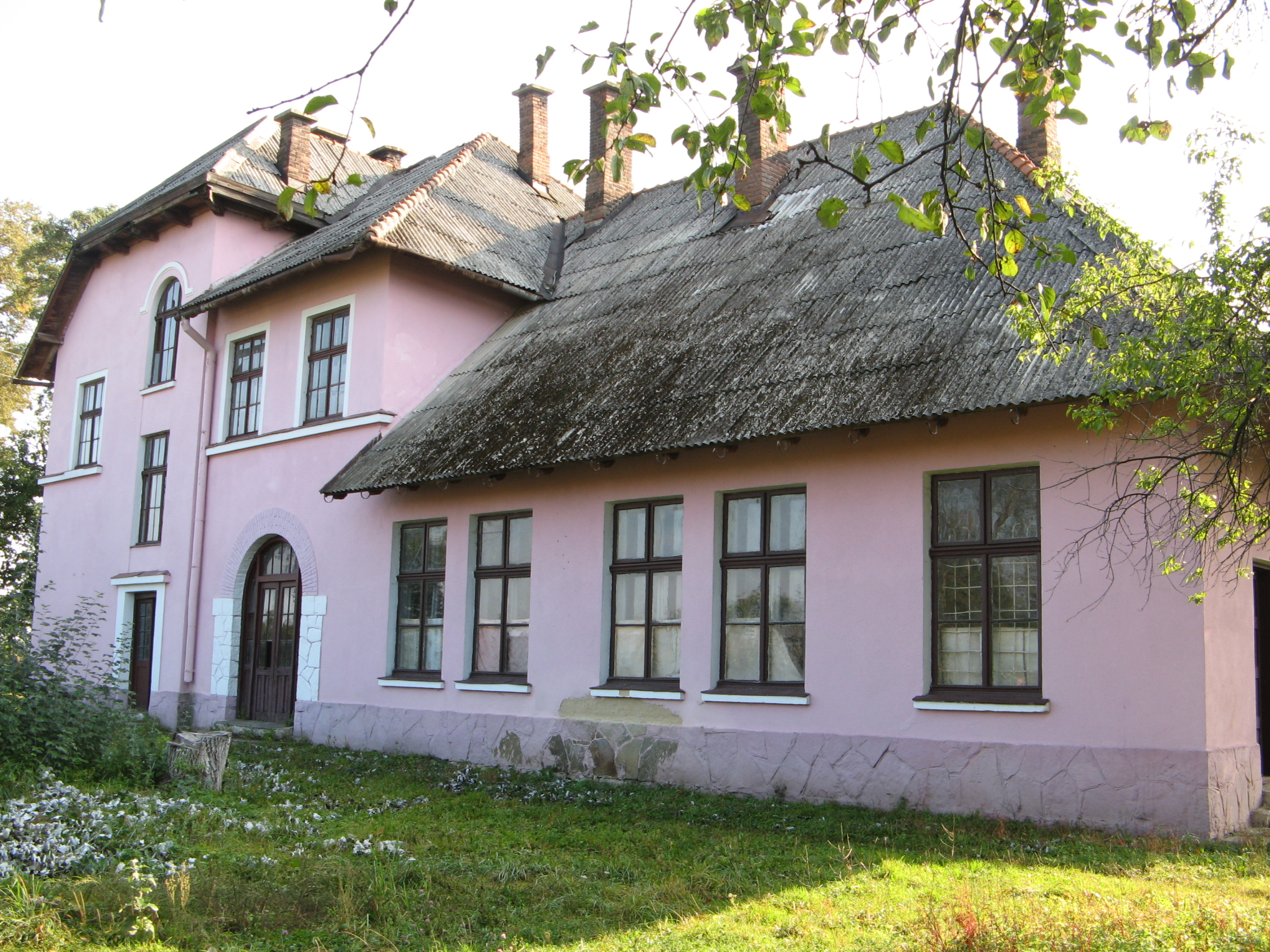
Budynek stacji w Niżankowicach
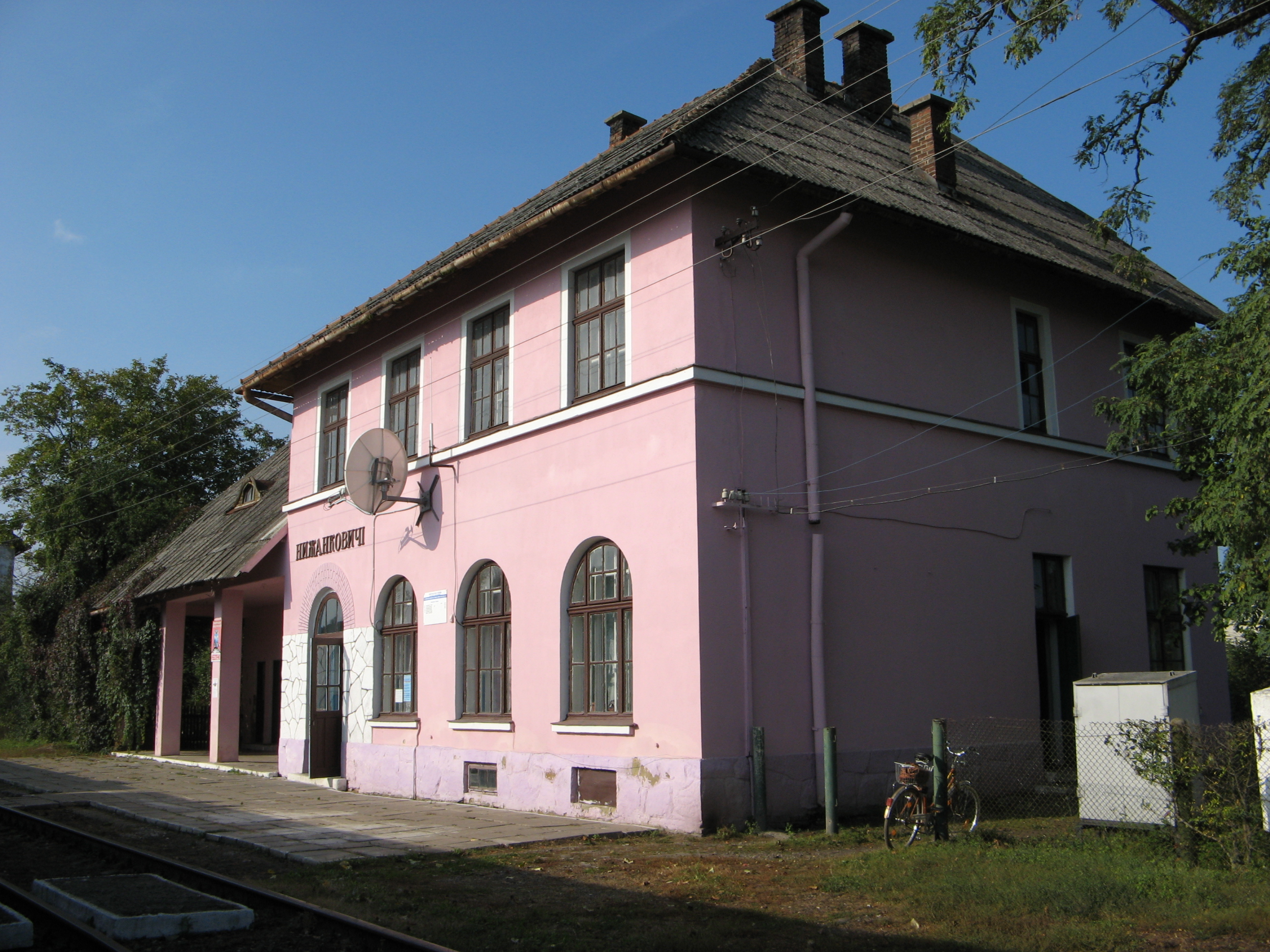
Budynek stacji w Niżankowicach
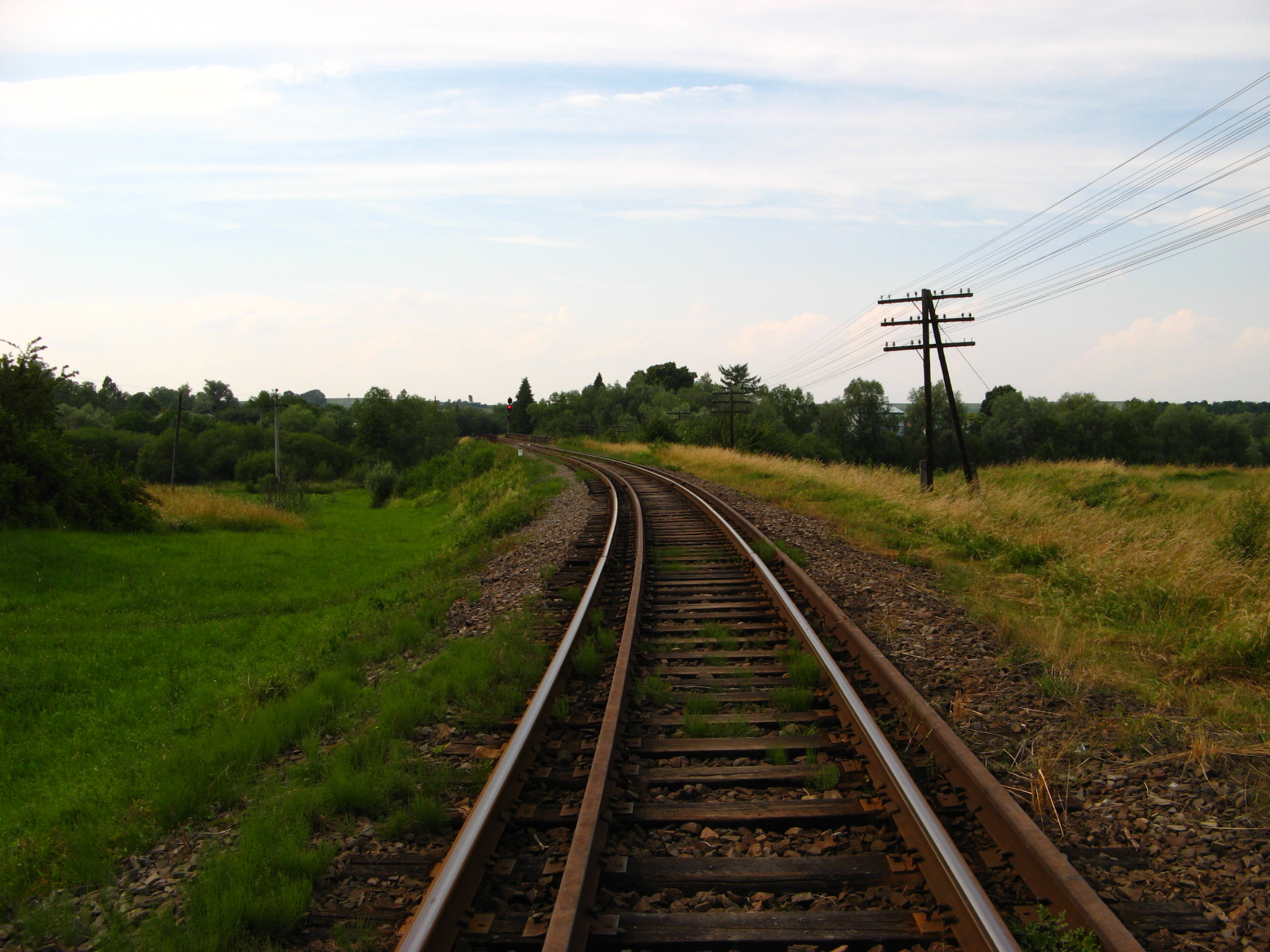
Dawna Pierwsza Węgiersko-Galicyjska Kolej Żelazna w Niżankowicach
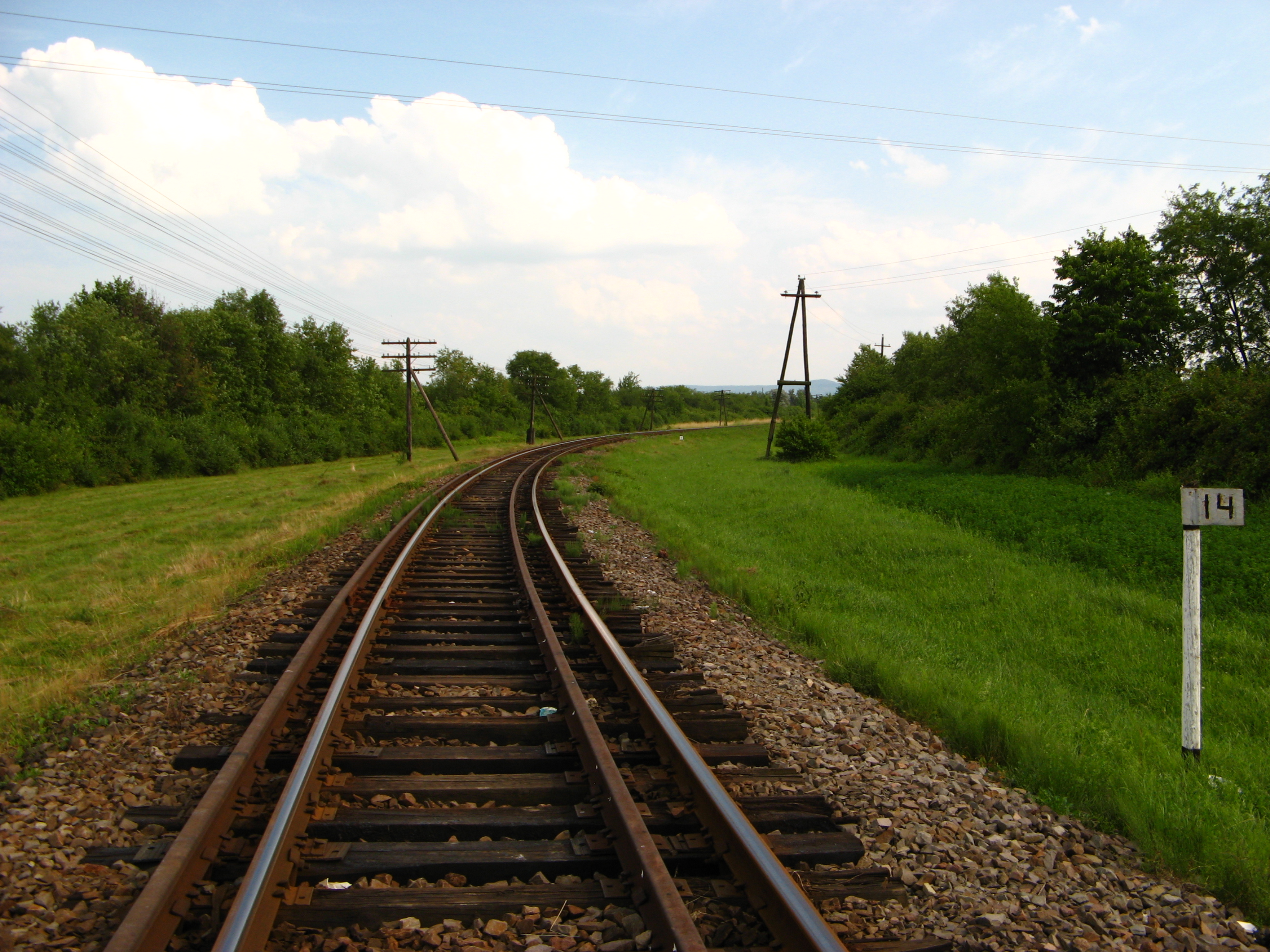
Dawna Pierwsza Węgiersko-Galicyjska Kolej Żelazna w Niżankowicach
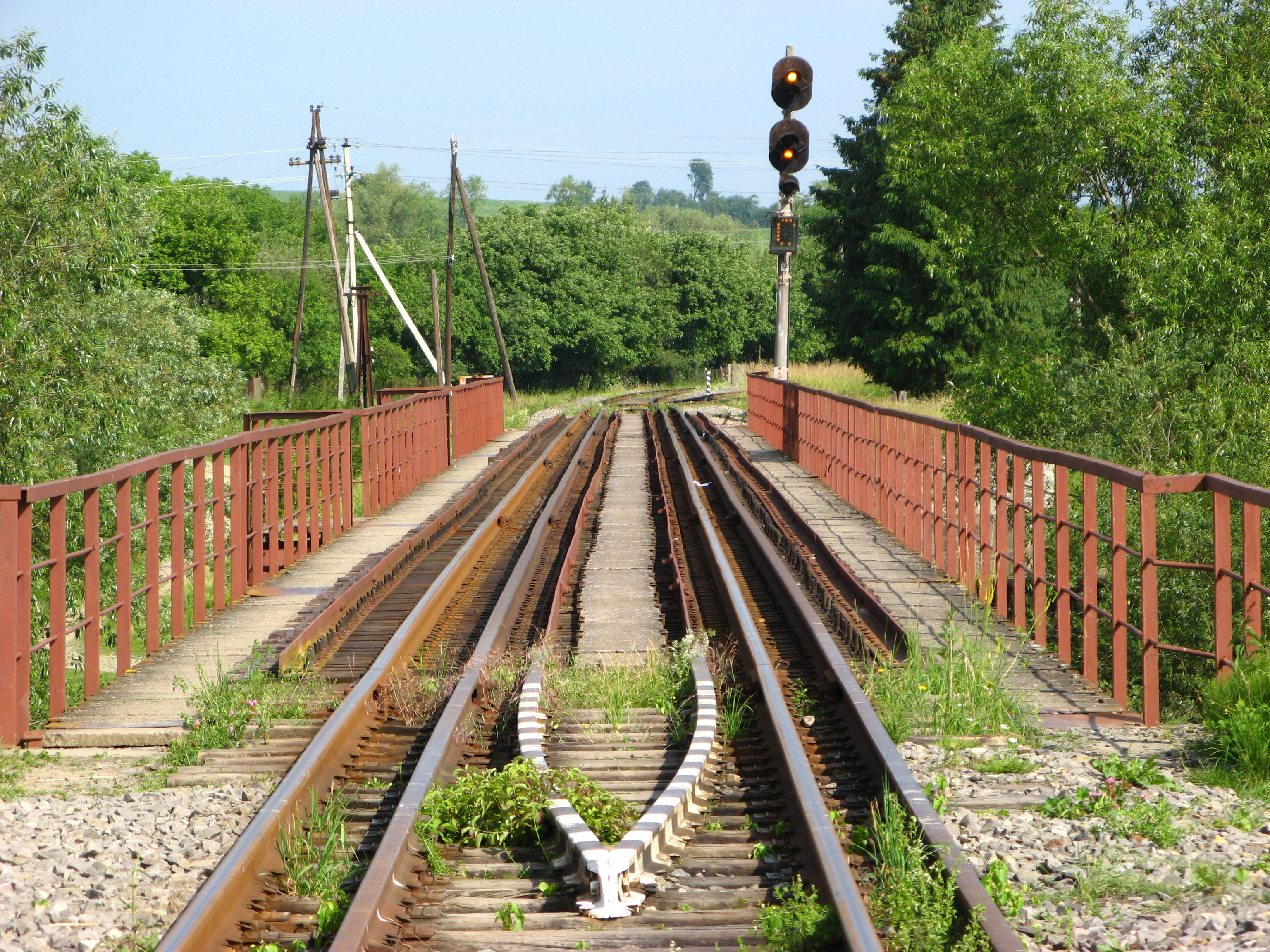
Dawna Pierwsza Węgiersko-Galicyjska Kolej Żelazna w Niżankowicach
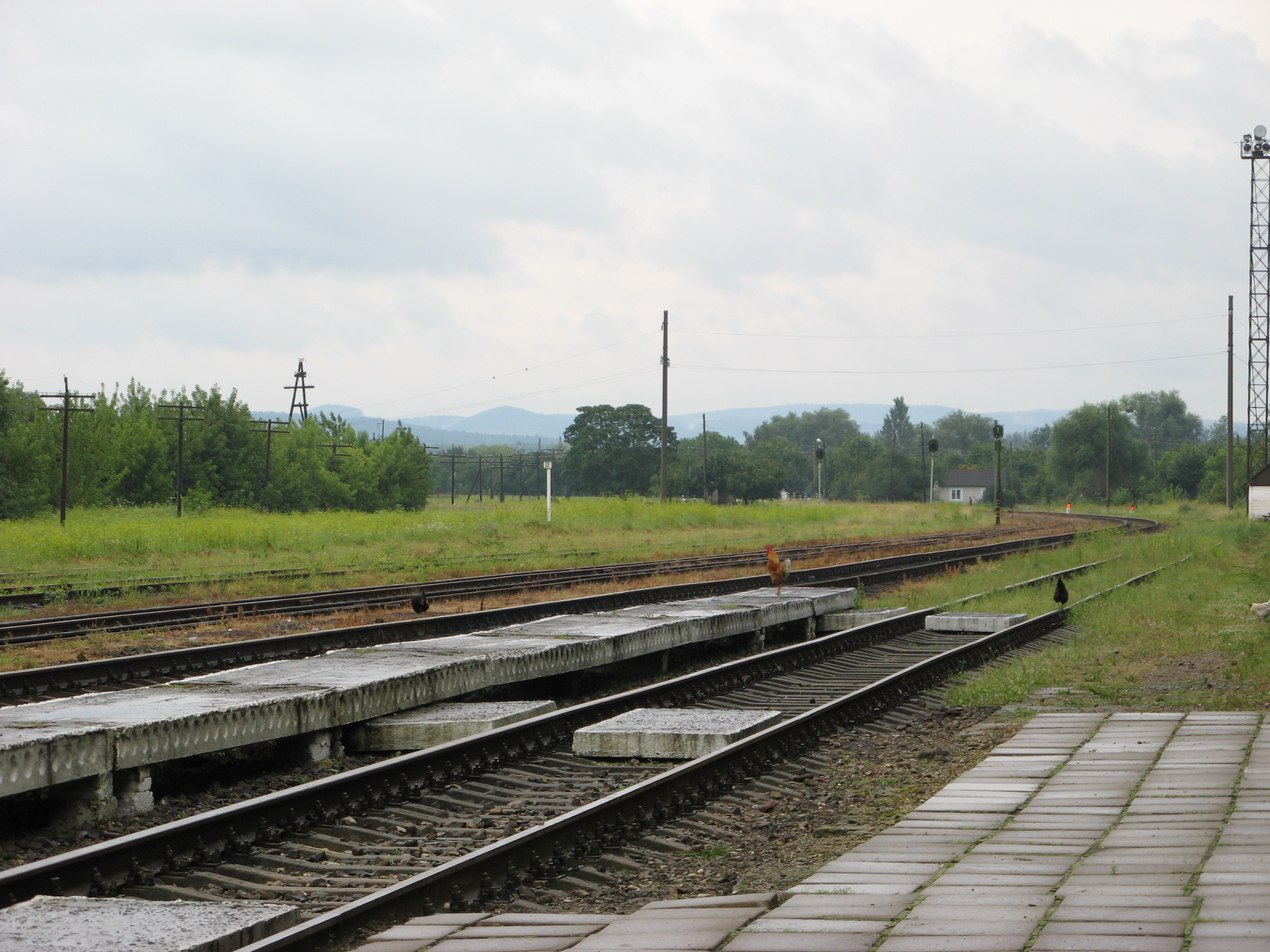
Dawna Pierwsza Węgiersko-Galicyjska Kolej Żelazna w Niżankowicach
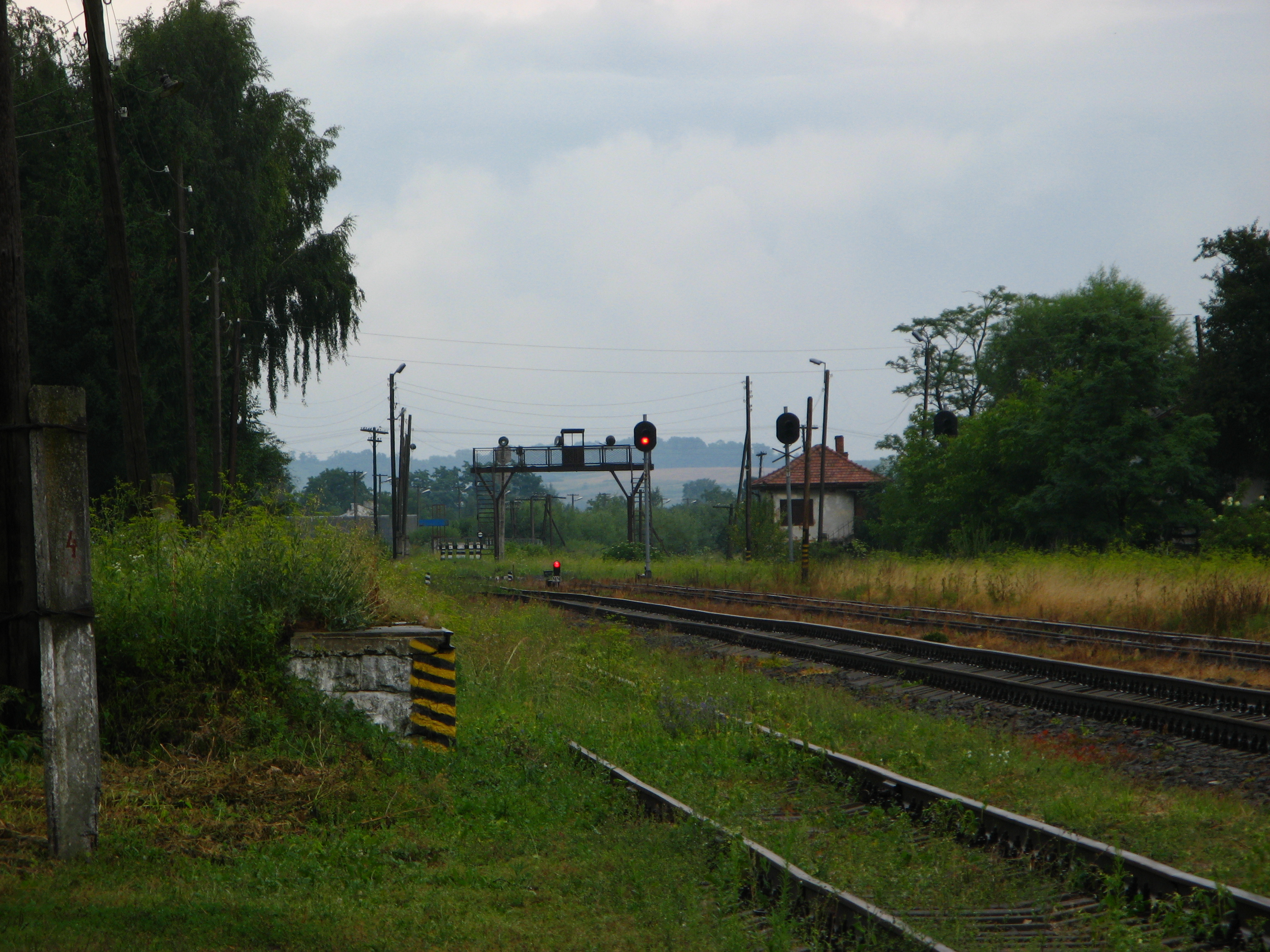
Dawna Pierwsza Węgiersko-Galicyjska Kolej Żelazna w Niżankowicach
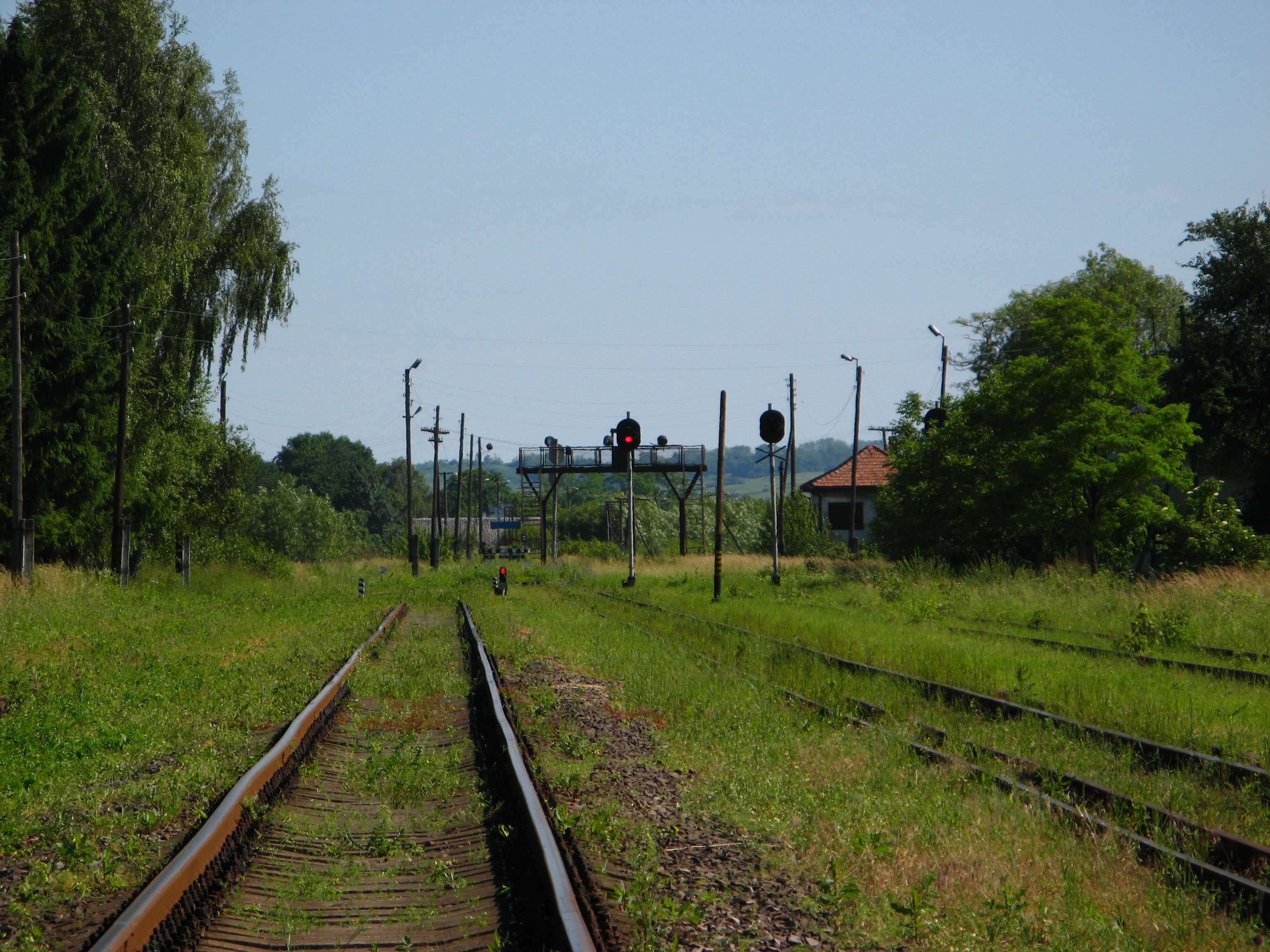
Dawna Pierwsza Węgiersko-Galicyjska Kolej Żelazna w Niżankowicach
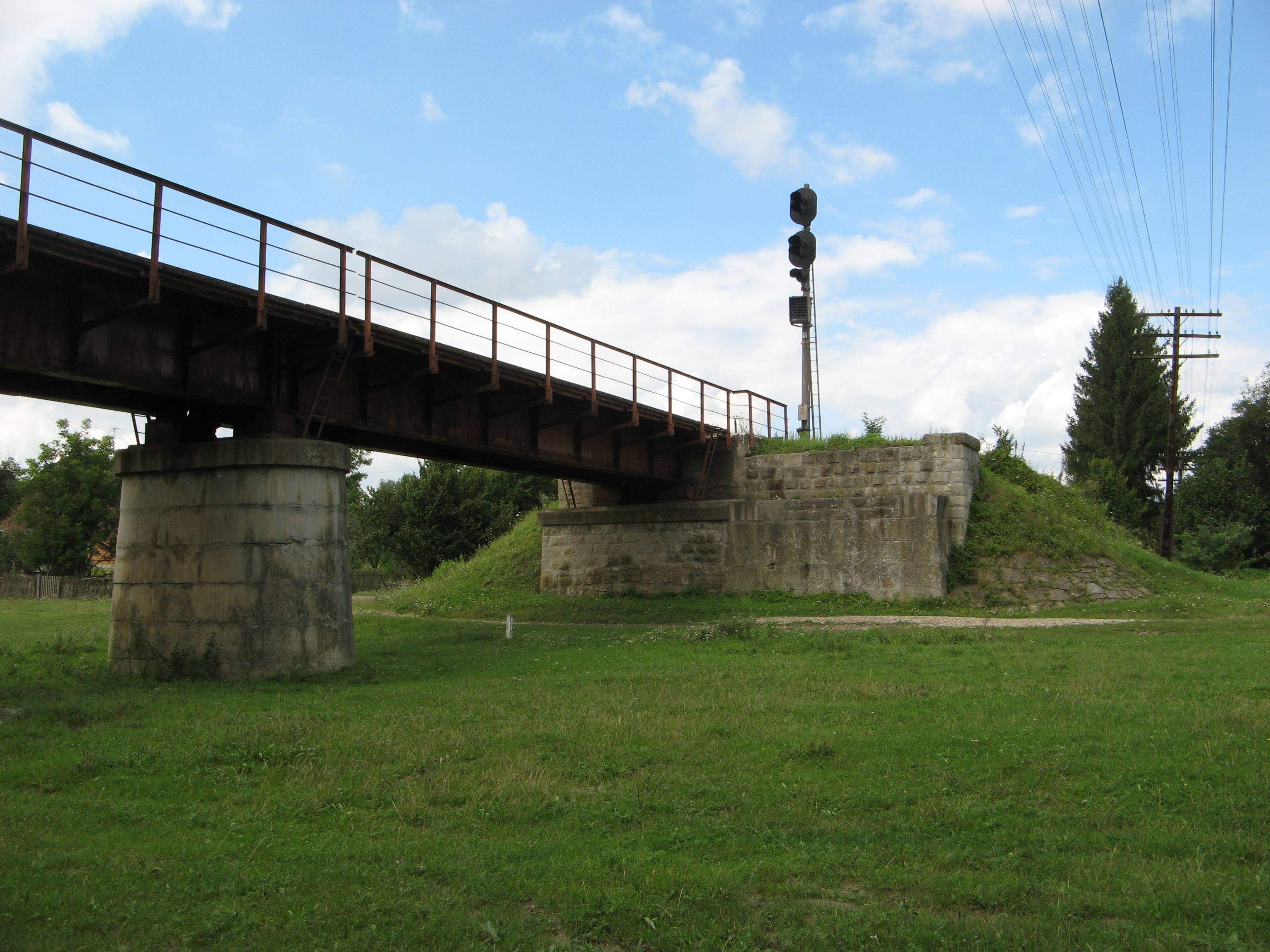
Dawna Pierwsza Węgiersko-Galicyjska Kolej Żelazna w Niżankowicach
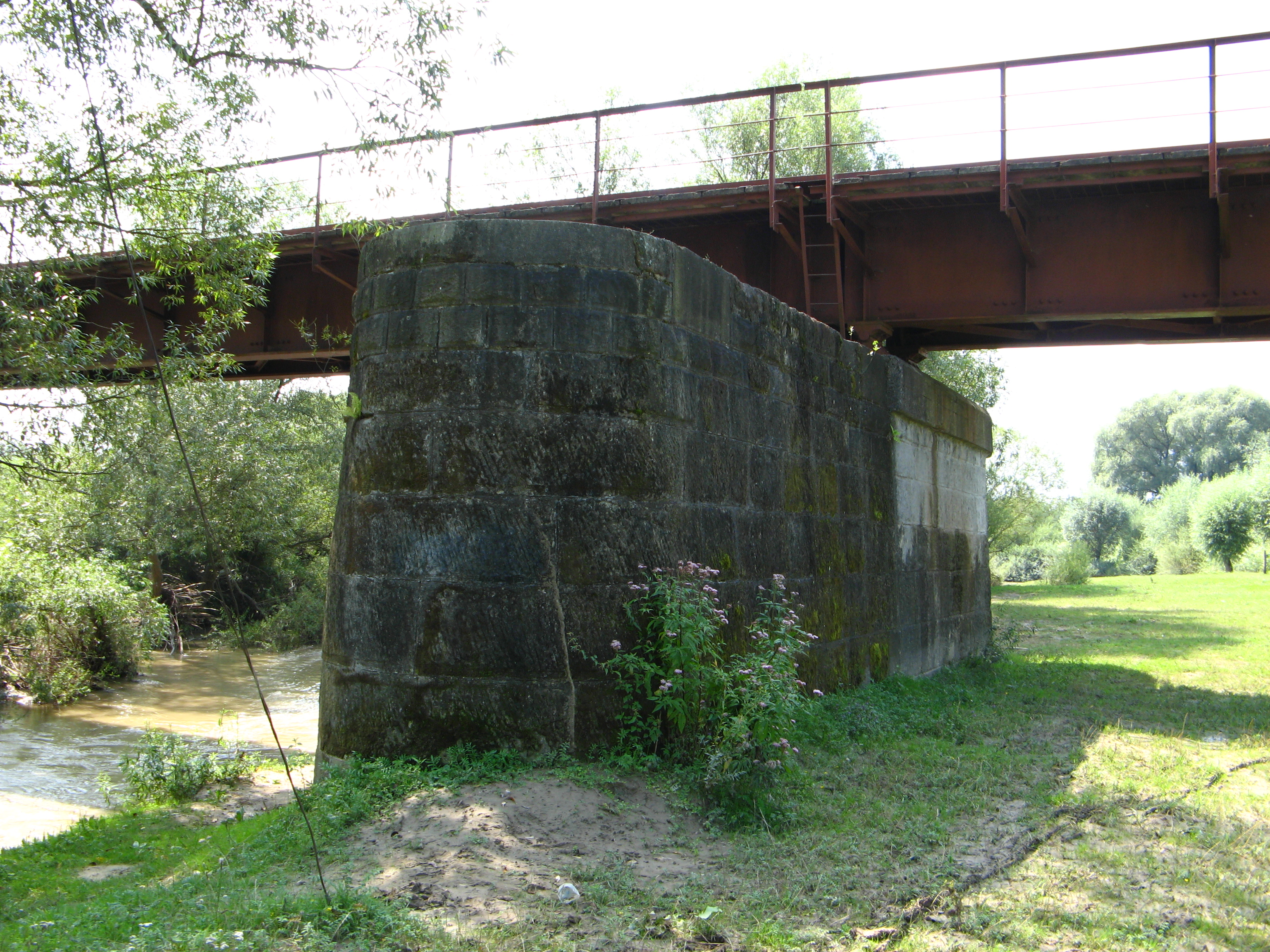
Dawna Pierwsza Węgiersko-Galicyjska Kolej Żelazna w Niżankowicach
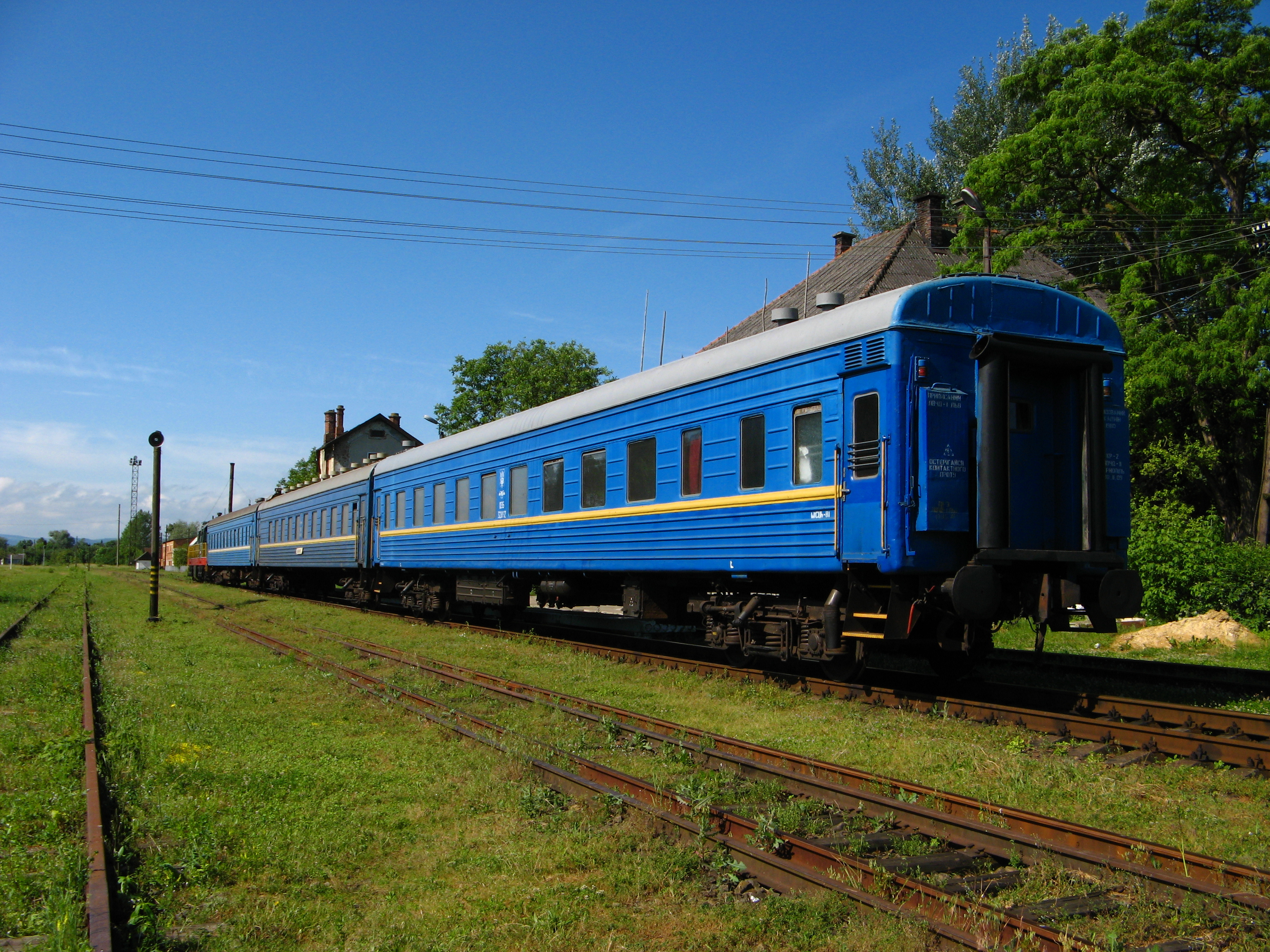
Pociąg Sambor-Niżankowice w Niżankowicach
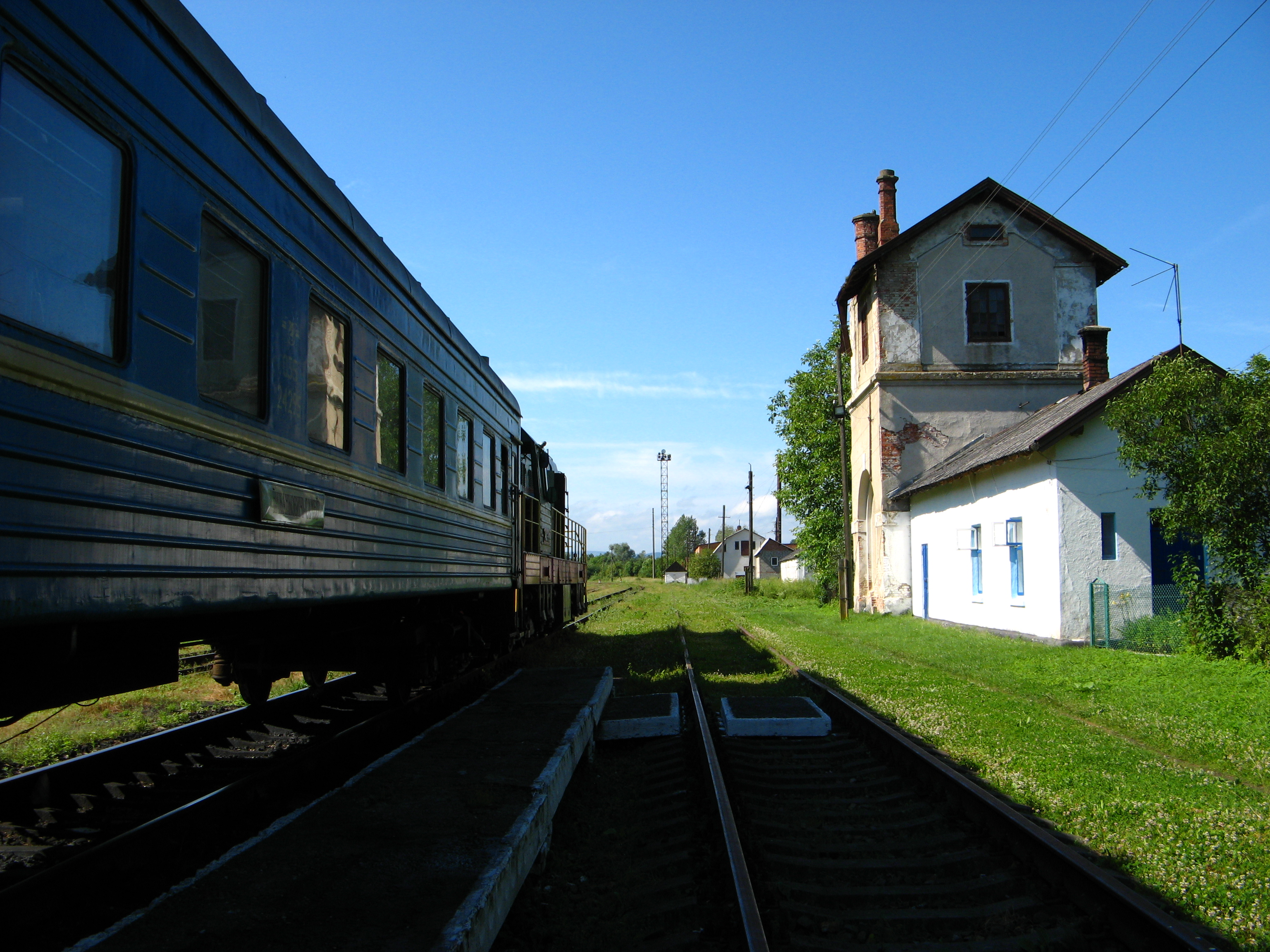
Pociąg Sambor-Niżankowice w Niżankowicach